# 百里奚凸尾介
百里奚凸尾介（学名：Caudites pailisheyi）为粗面介科凸尾介屬下的一个种。